# Hereweg 73 (Groningen)
Het pand Hereweg 73 in de stad Groningen is een woonhuis in eclectische stijl, dat is aangewezen als rijksmonument.

## Beschrijving

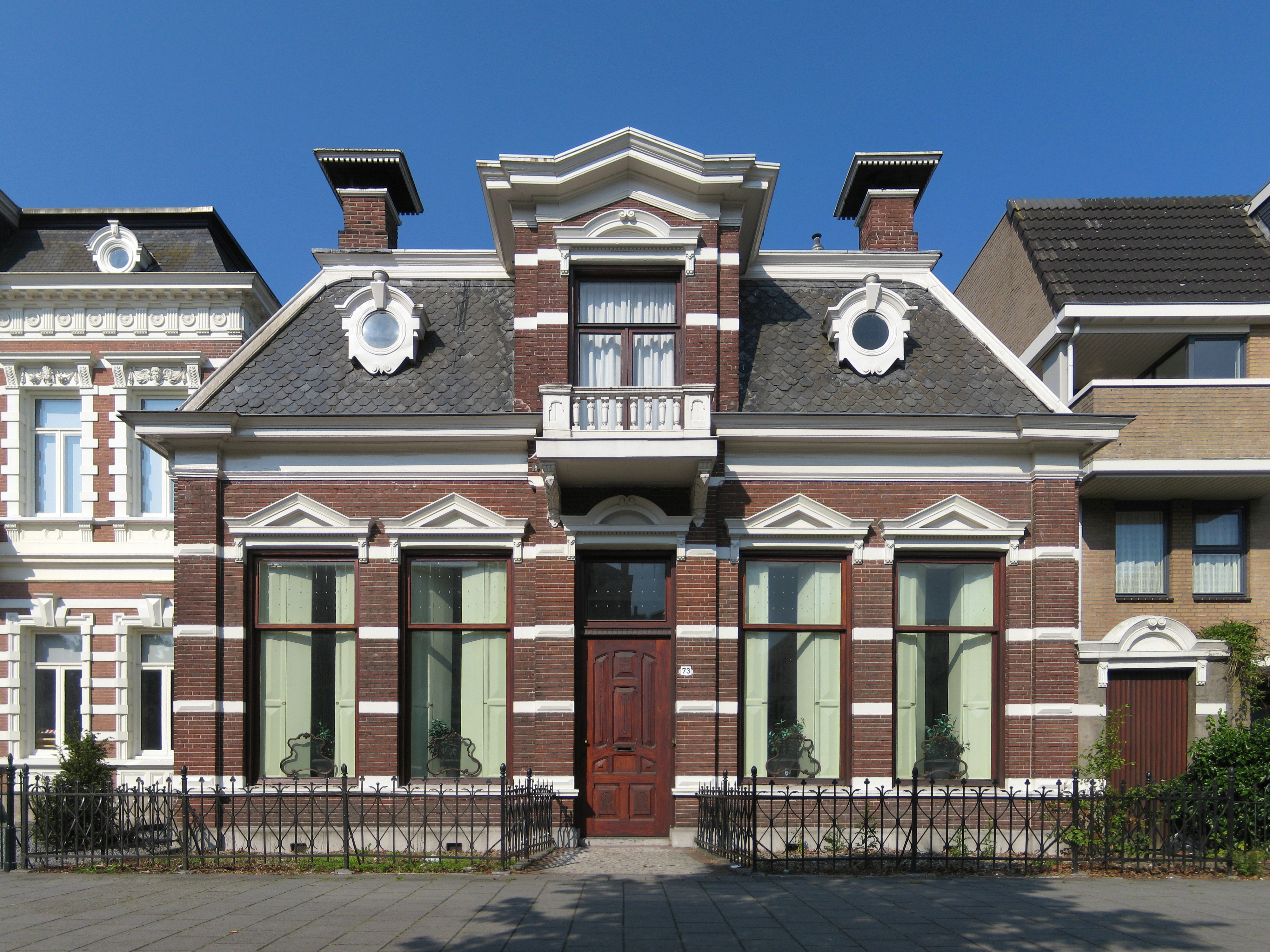
Het pand Hereweg 73 in 2011

Het vrijstaande pand, dat rond 1880 is gebouwd, bevindt zich aan de westzijde van de Hereweg, even ten noorden van de voormalige fietsenfabriek Fongers. Wie het huis heeft ontworpen, is niet bekend. Het is gebouwd op een rechthoekig grondplan en bestaat uit één bouwlaag onder een afgeknot schilddak, dat is gedekt met leisteen. De symmetrisch ingedeelde en vijf traveeën brede voorgevel, die is opgetrokken uit roodbruine baksteen boven een hardstenen plint, is versierd met gestucte banden. Aan de beide uiteinden van de voorgevel en ter weerszijden van de centraal geplaatste ingangstravee zijn bakstenen pilasters aangebracht. De andere gevels, die grijs zijn gestuct, zijn voorzien van schijnvoegen.
De recht gesloten vensteropeningen in de voorgevel worden bekroond door driehoekige timpanen, die rusten op gestucte architraven. De timpaan boven het bovenlicht in de ingangspartij heeft een gebogen vorm. De houten voordeur is voorzien van panelen en is bewerkt met art-nouveau-motieven. De voorgevel wordt gesloten door een rechte houten kroonlijst en een bakgoot met profielwerk. Boven de ingangstravee wordt deze onderbroken door een in 1905 geplaatst balkon, dat rust op twee gestucte consoles en is voorzien van een open balustrade. Het balkon is bereikbaar via de in het voordakschild aangebrachte gemetselde kajuit. Deze is eveneens gedecoreerd met gestucte banden en wordt afgesloten door een gebogen timpaan op een architraaf. Aan beide zijden van de kajuit zijn in het dakschild uit zink vervaardigde oeils de boeuf aangebracht. Een tweede kajuit, die gestuct en recht gesloten is, bevindt zich in het noordelijke dakschild. Op het dak zijn twee hoekschoorstenen geplaatst, die zijn voorzien van borden met kleine houten tandlijsten.
De voortuin van het pand heeft als erfafscheiding een smeedijzeren hekwerk, dat uit 1905 dateert. Een poortje dat aan de noordzijde van het pand is aangebouwd, geeft toegang tot een gang. Het wordt bekroond door een gestucte ronde timpaan.
Waardering
Het pand Hereweg 73 is aangewezen als rijksmonument "vanwege de architectonische gaafheid van het exterieur" en omdat het wordt beschouwd als "een waardevol architectonisch element in de westelijke gevelwand van de Hereweg in Groningen".